# Wallagrass
Wallagrass és una població dels Estats Units a l'estat de Maine (EUA). Segons el cens del 2000 tenia 561 habitants.

## Demografia
Segons el cens del 2000, Wallagrass tenia 561 habitants, 217 habitatges, i 159 famílies. La densitat de població era de 5,4 habitants/km².
Dels 217 habitatges en un 34,6% hi vivien nens de menys de 18 anys, en un 65,9% hi vivien parelles casades, en un 3,2% dones solteres, i en un 26,7% no eren unitats familiars. En el 22,6% dels habitatges hi vivien persones soles el 8,8% de les quals corresponia a persones de 65 anys o més que vivien soles. El nombre mitjà de persones vivint en cada habitatge era de 2,59 i el nombre mitjà de persones que vivien en cada família era de 3,06.
Per edats la població es repartia de la següent manera: un 26,6% tenia menys de 18 anys, un 6,4% entre 18 i 24, un 29,9% entre 25 i 44, un 23,2% de 45 a 60 i un 13,9% 65 anys o més.
L'edat mediana era de 38 anys. Per cada 100 dones de 18 o més anys hi havia 98,1 homes.
La renda mediana per habitatge era de 29.464 $ i la renda mediana per família de 35.000 $. Els homes tenien una renda mediana de 28.125 $ mentre que les dones 20.625 $. La renda per capita de la població era de 13.802 $. Entorn del 9,5% de les famílies i l'11,5% de la població estaven per davall del llindar de pobresa.